# Pilar Barreiro
Pilar Barreiro Álvarez (Lugo, 24 de noviembre de 1955) es una política española. Fue la alcaldesa de Cartagena desde el 17 de junio de 1995 hasta su dimisión el 30 de mayo de 2015 por el Partido Popular, diputada en el Congreso desde marzo de 2008 y vicepresidenta Primera de la Fundación Teatro Romano de Cartagena.
En 2017, la justicia atribuye a Pilar Barreiro « fraude, cohecho, malversación de caudales públicos, prevaricación continuada y revelación de información reservada. El 24 de octubre de 2018, la causa fue archivada por la misma juez alegando la falta de sostenibilidad de la causa en el marco de la operación Púnica.

## Biografía
Pilar Barreiro nació en Lugo el 24 de noviembre de 1955.
Cursó estudios de Derecho y Empresariales en ICADE, obteniendo la licenciatura de derecho. Inició su actividad docente en el año 1986, en la Escuela Universitaria de Graduados Sociales de Cartagena, habiendo sido profesora en la Escuela de Estudios Empresariales; en la actualidad imparte clases en la Universidad Nacional de Educación a Distancia. 
Desde el año 1981 pertenece al Colegio de abogados de Cartagena y en 1983 desempeñó la función de juez sustituto de distrito.
Ha sido pregonera de las fiestas de Carthagineses y Romanos en el año 2004.

### Trayectoria política
Ingresó en Alianza Popular en 1987. Tres años después pasó a formar parte de los Comités Ejecutivos Local y Regional. 
Entre 1991 y 1995 fue diputada en la Asamblea Regional de Murcia por la circunscripción de Cartagena desempeñando el puesto de portavoz adjunta del Grupo Parlamentario Popular. 
Pilar Barreiro Álvarez se convirtió el 17 de junio de 1995 en la primera alcaldesa de la historia de Cartagena al obtener el respaldo mayoritario de los ciudadanos en la candidatura del Partido Popular, que consiguió 15 de los 27 concejales de la corporación municipal. En 1999, 2003, 2007 y 2011 revalidó dicha mayoría absoluta.
En enero de 2008 es designada por el Partido Popular de la Región de Murcia como cabeza de lista al Congreso en las elecciones generales del 9 de marzo. La lista que encabeza resulta la más votada de cualquier partido en cualquier circunscripción (61,43%), siendo elegida Diputada. En las elecciones generales del 20 de noviembre de 2011 volvió a liderar la candidatura del PP, revalidando el escaño.
En 2015 fue elegida senadora por la Región de Murcia. Por razón de aforamiento, el 15 de enero de 2018 compareció en el Tribunal Supremo para prestar declaración, tras la que expresó su voluntad de continuar en política.

### Caso Novo Carthago
En 2014, el juez Abadía del Tribunal Superior de Justicia de Murcia relacionó a Barreiro con el caso de corrupción urbanística Novo Carthago, si bien por su condición de diputada nacional no puede ser imputada más que por el Tribunal Supremo.
En mayo de 2015 la causa fue archivada y en marzo de 2016 el Tribunal Supremo la reabrió admitiendo un recurso presentado por la acusación popular, de la que forman parte la vicealcaldesa del ayuntamiento de Cartagena, Ana Belén Castejón, el concejal socialista Juan Pedro Torralba e IU. Se admiten, así como pruebas la declaración del exconsejero de Agricultura Antonio Cerdá ante el TSJ de Murcia. Cerdá reconoció que se modificó el Plan de Ordenación de Recursos Naturales (PORN) del Mar Menor para permitir la recalificación de terrenos protegidos a los que afectaba el proyecto Novo Carthago.
El retraso en la implementación del señalamiento reciente es una consecuencia directa de la carga excesiva que enfrentan las agendas de señalamientos de las secciones penales de la Audiencia Provincial. Desde el año 2015, estas secciones han experimentado una demanda considerable, lo que ha requerido una asignación adicional de recursos por parte del Tribunal Superior de Justicia. En la actualidad, las secciones segunda y tercera han sido reforzadas con la incorporación de dos magistradas de adscripción territorial y una tercera magistrada en comisión de servicio con relevo de funciones, lo que equivale a un total de tres magistrados adicionales, en comparación con una planta original de 9.
En el año 2021, la Sala de Gobierno aprobó una medida de refuerzo adicional mediante el desdoblamiento de la jurisdicción penal de la Audiencia Provincial de Murcia en cuatro secciones funcionales. Esta medida tiene como objetivo duplicar la capacidad de los órganos colegiados para señalar juicios.
En el año 2023 el juicio fue aplazado hasta 2025 a consecuencia de una huelga de letrados en la Administración de Justicia.